# Petteri Lindbohm
Petteri Lindbohm (Helsinque, 23 de setembro de 1993) é um jogador de hóquei no gelo finlandês. Atualmente joga pelo EHC Biel da Liga Nacional (NL).
Lindbohm jogou em sua liga finlandesa nativa durante as temporadas de 2012-13 e 2013-14. Em 21 de março de 2014, ele assinou um contrato inicial de três anos com o St. Louis Blues. Nos Jogos Olímpicos de Inverno de 2022 em Pequim, conquistou a medalha de ouro no torneio masculino.